# Rudnik (Grudziądz)
Rudnik – dzielnica Grudziądza, której obszar leży w granicach miasta od 1954 roku. Rozpościera się w rejonie ulic Zielonej i Miłej na południu miasta, nad Jeziorem Rudnickim Wielkim.

## Historia
Dawniej samodzielna wieś i gmina jednostkowa w powiecie grudziądzkim, od 1919 w województwie pomorskim. W 1934 w granicach nowej zbiorowej gminy Grudziądz, gdzie we wrześniu 1934 utworzył gromadę.
Po wojnie Rudnik stanowił jedną z 15 gromad gminy Grudziądz w powiecie grudziądzkim, od 1950 w województwie bydgoskim. W związku z reformą administracyjną kraju jesienią 1954 całą gromadę Rudnik włączono do Grudziądza.